# 宇宙開発戦略本部

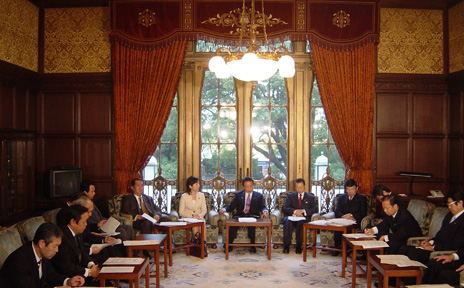
宇宙開発戦略本部の会合（2008年12月2日、国会議事堂の閣僚応接室にて）

宇宙開発戦略本部（うちゅうかいはつせんりゃくほんぶ、英語：The Space Development Strategy Headquarters）は、宇宙基本法に基づき2008年8月27日に内閣に設置された日本の総合的な宇宙開発戦略を行う政府の戦略本部である。

## 設立の背景
従来の日本の宇宙開発体制は、宇宙開発の実施主体であった宇宙開発事業団（NASDA）が科学技術庁、宇宙科学研究所（ISAS）が文部省、旧NASDA、旧ISASと旧航空宇宙技術研究所(NAL)の三機関を統合して設置された宇宙航空研究開発機構（JAXA）が文部科学省の所管で、これらの実施主体からの報告を受けて宇宙開発計画に対する審議を行う宇宙開発委員会も文部科学省の審議会（最初は1968年に総理府に設置、2001年の省庁再編に伴って文部科学省に移管）であったように、文部科学系の省庁が宇宙開発の中心となっており、宇宙開発の内容も研究開発に重点が置かれていた。また経済産業省などの各省庁が別々に宇宙開発計画をもっており、宇宙開発委員会が総理府から文部科学省に移管されてからは、国家として宇宙開発計画を一元的に策定・管理する体制にもなっておらず、国家として長期的な宇宙開発計画もなかった。さらに、日本のロケットや人工衛星は商業受注の獲得も少なく、欧州やロシアが宇宙ビジネスの主導権を握り中国やインド等の宇宙開発能力が伸張する状況の中で、日本の宇宙開発は日本の経済の発展、産業振興、安全保障、国民生活の向上に必ずしも十分に貢献できていないのではないかという意見が持ち上がってきた。
こうした反省を基にして、内閣総理大臣の指揮の下に国が一元的に宇宙開発に取り組む必要性が提起され、これを受けて2008年（平成20年）に宇宙基本法が成立し、同年に内閣総理大臣を本部長とする宇宙開発戦略本部が内閣に設置された。

## 任務
- 宇宙基本計画を作成し、それを実施し推進すること。
- 基本計画に挙げられる以外の施策で重要なものの企画と調査を実施すること。その施策を審議し実現に向け推進及び総合調整すること。

### 宇宙基本計画
宇宙基本計画に定められる事項
- 宇宙開発利用の推進に関する基本的な方針
- 宇宙開発利用に関し政府が総合的かつ計画的に実施すべき施策
- 宇宙基本計画に基づく施策の推進

基本計画で定めた施策は、原則として具体的な目標と達成期間を定め、国民に公表しなければならない。また適時その達成状況を公表しなければならない。
最初の宇宙基本計画は2009年6月に決定し、今後10年間を見通し2009年度から2013年度までの5年間の基本方針と実施すべき施策を取りまとめている。
策定の計画は5年後を目処に全体の見直しを行うとするが、フォローアップの結果を踏まえ必要に応じ随時見直しを行う。
2013年1月25日に新たな宇宙基本計画が宇宙開発戦略本部において決定された。この決定を実行するために宇宙政策委員会の下に4つの部会を設置することになった。
2015年1月、軍事力を高める中国を念頭に、前回の計画からわずか2年で宇宙基本計画が改定された。この改定は安全保障に関わる宇宙政策の具体化に重点が置かれ、準天頂衛星システムを7基に増やすこと、情報収集衛星の高性能化を進め配備数を増やすこと等が明記された。

## 構成
宇宙開発戦略本部長には内閣総理大臣が充てられ、本部の事務を総括し所部の職員を指揮監督する。副本部長には内閣官房長官および内閣府特命担当大臣（宇宙政策）が充てられ、本部長の職務を助ける。また本部員には本部長・副本部長以外のすべての国務大臣が充てられる。このように内閣総理大臣に権限を集中させることにより、総務省、文部科学省、経済産業省、国土交通省といった各省庁バラバラであった宇宙施策が総理の強力なリーダーシップの下に統一され、終始一貫した施策を執ることが期待される。また研究開発等で各省庁間で重複し無駄が指摘される予算の執行に関しても改善が期待されている。

### 本部長・副本部長・本部員（2024年10月現在）
- 本部長 石破茂 - 内閣総理大臣
- 副本部長 林芳正 - 内閣官房長官
- 副本部長 赤澤亮正 - 内閣府特命担当大臣（宇宙政策担当）
- 本部員 本部長・副本部長以外のすべての国務大臣
  - 出典[6]

## 宇宙開発戦略本部と密接な関係にある組織

### 宇宙開発戦略推進事務局
かつては、内閣官房に設置された宇宙開発戦略本部事務局が内閣総理大臣決定の規則に基づき、宇宙開発戦略本部に係る事務処理を行っていたが、肥大化した内閣官房のスリム化の一環として、2016年4月1日に事務機能が内閣府に一元化され、以前から内閣府に設置されていた宇宙戦略室が改組されて宇宙開発戦略推進事務局が発足して事務機能を担うことになった。
官側（各省やJAXAなど）の司令塔的存在となる内閣府の宇宙開発戦略推進事務局は、宇宙開発に関する企画立案と各省の調整を行い、宇宙政策委員会に策定した宇宙開発計画を報告し、調査と審議を受ける。また準天頂衛星システムは内閣府が所管しており、宇宙開発戦略推進事務局内には準天頂衛星システム戦略室が設置されている。

### 宇宙政策委員会
内閣府に設置された、有識者からなる宇宙政策委員会は、宇宙開発戦略本部長の内閣総理大臣や本部員の各省大臣の諮問に応じて、宇宙開発計画、宇宙利用、宇宙関係予算、人工衛星と打上げ用ロケットの打上げの安全の確保、宇宙の環境の保全に関する重要事項を調査・審議し、意見・勧告することが出来る。
宇宙政策委員会の下には、宇宙安全保障部会、宇宙民生利用部会、宇宙産業・科学技術基盤部会が設置される。

## 廃止された組織

### 宇宙開発戦略本部幹事会
宇宙開発利用に係る重要政策の決定に政治主導で取り組むために宇宙開発戦略本部は内閣のすべての国務大臣等で構成されているが、各府省庁間の連絡調整に支障をきたす恐れもあるため、当初は、実際の運用は各省庁の官僚らで構成される宇宙開発戦略本部幹事会で行われた。2013年1月25日に開催された第7回宇宙開発戦略本部会合で廃止が決定された。
構成員（2012年9月11日時点）
- 議長 
  - 竹歳誠 内閣官房副長官（事務）
- 副議長 
  - 佐々木豊成 内閣官房副長官補（内政）
  - 木寺昌人 内閣官房副長官補（外政）
  - 櫻井修一 内閣官房副長官補（安全保障・危機管理）
- 構成員
  - 川口淳一郎　内閣官房宇宙開発戦略本部事務局長
  - 内閣官房内閣審議官
  - 内閣官房内閣審議官（内閣情報調査室）
  - 内閣官房内閣情報調査室内閣衛星情報センター次長
  - 内閣府大臣官房長
  - 内閣府政策統括官（科学技術政策・イノベーション担当）
  - 内閣府政策統括官（防災担当）
  - 金融庁総務企画局総括審議官
  - 警察庁長官官房技術審議官
  - 総務省大臣官房総括審議官
  - 法務省大臣官房長
  - 外務省総合外交政策局長
  - 財務省大臣官房審議官
  - 文部科学省研究開発局長
  - 厚生労働省大臣官房長
  - 農林水産省農林水産技術会議事務局長
  - 経済産業省製造産業局長
  - 国土交通省大臣官房技術総括審議官
  - 環境省地球環境局長
  - 防衛省防衛政策局長

### 宇宙開発戦略専門調査会
施策策定に必要な宇宙開発利用に係る専門の事項を調査させるために、宇宙開発戦略本部の設置にともない、宇宙開発戦略本部令に基づき、同本部の下に設置された。調査会の委員は、当該専門事項に関し学識経験の有る者のうちから、内閣総理大臣が任命する。2012年1月13日に開催された第21回宇宙開発戦略専門調査会において、文部科学省に設置された宇宙開発委員会を廃止した後の代替組織となる宇宙政策委員会を内閣府の下に設置をすることを持って本専門調査会を廃止すべきと結論付けた。
構成員（任期2010年12月10日 - 2012年12月9日）
- 安西祐一郎 慶應義塾学事顧問、元慶応義塾長
- 上杉邦憲 無人宇宙実験システム研究開発機構顧問、宇宙航空研究開発機構名誉教授
- 葛西敬之 東海旅客鉄道株式会社代表取締役会長
- 川本裕子 早稲田大学大学院ファイナンス研究科教授
- 小宮山宏 株式会社三菱総合研究所理事長、元東京大学総長
- 田中明彦　東京大学大学院情報学環・東洋文化研究所教授
- 佃和夫　社団法人日本航空宇宙工業会会長、三菱重工株式会社取締役会長
- 中須賀真一　東京大学大学院工学系研究科教授
- 中西寛　京都大学大学院法学研究科教授
- 松井孝典　千葉工業大学惑星探査研究センター所長、東京大学名誉教授
- 松本紘　京都大学総長
- 向井千秋　宇宙飛行士、宇宙航空研究開発機構宇宙医学生物学研究室長
- 薬師寺泰蔵　慶応義塾大学名誉教授、元総合科学技術会議常勤議員
- 渡辺捷昭　トヨタ自動車株式会社取締役副会長

#### ワーキンググループ
専門調査会の下に、「宇宙開発利用体制検討ワーキンググループ」「宇宙活動に関する法制検討ワーキンググループ」の2つのワーキンググループを設置している。その構成員は専門調査会の座長が委嘱する。
「宇宙開発利用体制検討ワーキンググループ」では、独立行政法人宇宙航空研究開発機構の及びその所管行政機関である総務省及び文部科学省の在り方等に係る検討を行う。
「宇宙活動に関する法制検討ワーキンググループ」では、宇宙活動に関する法制の整備に係る検討を行う。

### 宇宙開発戦略本部事務局
内閣官房に設置されていた。歴代事務局長を記す。
| 代 | 氏名       | 就任期間                  | 就任時の役職             | 特記事項                                                                       |
| -- | ---------- | ------------------------- | ------------------------ | ------------------------------------------------------------------------------ |
| 1  | 豊田正和   | 2008年8月 - 2010年7月     | 経済産業省審議官         | 2010年より日本エネルギー経済研究所理事長                                       |
| 2  | 山川宏     | 2010年7月20日 - 2012年7月 | 京都大学教授             | ベピ・コロンボ元プロジェクトマネージャー 2012年7月より内閣府宇宙政策委員会委員 |
| 3  | 川口淳一郎 | 2012年7月 - 2014年3月     | JAXAシニアフェロー       | はやぶさ元プロジェクトマネージャー                                             |
| 4  | 古谷一之   | 2014年4月 - 2016年3月     | 内閣官房副長官補（兼任） | 廃止 事務機能は内閣府の宇宙開発戦略推進事務局に移管                            |

### 関連法令
- 宇宙基本法
- 宇宙開発戦略本部令（e-Gov法令検索）
- 文部科学省設置法 - 宇宙開発委員会の目的・組織等を規定
- 国立研究開発法人宇宙航空研究開発機構法 - 宇宙航空研究開発機構の名称・目的・業務等を規定
- 宇宙条約
- 宇宙法

### 行政
- 内閣官房
- 内閣府
- 総合科学技術会議
- 文部科学省
- 宇宙開発委員会
- 宇宙航空研究開発機構